# Centauri Production
Centauri Production je česká vývojářská společnost, zaměřená na vývoj počítačových her, sídlící v Praze. Je také aktivní v produkci multimediálních aplikací, prezentací, softwarů pro filmová a animační studia, a pro webové stránky a interfacy. Centauri Production také spolupracuje na některých projektech se společností Bohemia Interactive.

## Vydané hry
V Centauri Production zatím vydali následující hry (všechny pro PC):
- 1996 - Rytíři Grálu (The Knights of the Grail) - první české dungeonová hra
- 1998 - Hovniválové aneb Záhada komixu (Dung-beetles aka The Mystery of A Comic) - adventurní hra
- 1999 - Horké léto 2 (Hot Summer 2) - adventurní hra
- 1999 - Jakub a Terezka - adventurní hra s anti-drogovou tematikou
- 2000 - Pohádka o Mrazíkovi, Ivanovi a Nastěnce (Fairy Tale About Father Frost) - adventurní hra pro děti a dospívající
- 2002 - Brány Skeldalu 2: Pátý učedník (Fifth Disciple) - adventurní RPG hra vyrobená spolu s Napoleon Games
- 2002-2005 - CDROMEK Čtyřlístek (4 Leaf Clovers) - série devatenácti miniher pro děti na náměty českého komiksu Čtyřlístek
- 2003-2005 - CDROMEK Ferda (Ferdy the Ant) - třetí arkádová epizodická hra pro děti inspirovaná příběhem Ferdy Mravence od Ondřeje Sekory
- 2003 - Domácí násilí: Game over (Domestic Violence: Game over) - hra zaměřená proti domácímu násilí, na objednávku české vlády
- 2004 - Gooka 2: Záhada Janatrisu (Gooka - The Mystery of Janatris) - 3D adventurní/RPG game
- 2007/2005 - Žhavé léto 3 1/2 (Evil Days of Luckless John, starý název: Raiders of Lost Casino) - akční arkádová adventurní hra
- 2006 - Ro(c)k Podvraťáků (The Ro(c)k Con Artist) - akční hra podle filmu Ro(c)k Podvraťáků
- 2008 - Memento Mori - adventurní hra
- 2009 - Pat & Mat - minihra podle slavného animovaného seriálu Pat a Mat[3]
- 2009 - Půl Kila Mletýho (Pound of Ground) - akční TPS[4]
- 2010 - Alternativa - adventurní hra[5]
- 2011 - ArmA 2: Firing Range - virtuální střelnice, v níž si hráč může vyzkoušet zbraně z ArmA 2. Vydáno pod Bohemia Interactive Studio.[6]
- 2012 - Memento Mori 2 - pokračování hry z roku 2008[7]
- 2013 - ArmA Tactics - tahová strategie vyvíjená pod hlavičkou Bohemia Interactive Studio.[8]

## Používané technologie
CPAL3D je engine vytvořený Centauri Production pro vlastní použití. Byl použit ke hrám Gooka 2 a Žhavé léto 3 1/2, engine se dále vyvíjel a byl použit i ke hře Memento Mori (2008), vítěze ceny Best Adventure Story award za rok 2008 na Adventure Archiv.